# 四角 (記号)
四角（しかく）は多様な用途で使用される記号である。四角形を表す意味のほか、汎用的な記号としても用いられる。

## 長方形
最もよく使われる四角記号は正立した正方形 □ であるが、他に斜め正方形 ◇、縦長や横長の長方形 ▭ ▯ 、菱形 ♢ など、さまざまな形の四角記号がある。
印刷では単に四角と言った場合、正立正方形を意味し、斜め正方形はひし形またはダイヤと呼ぶ。

## □
印刷では「しろしかく」とよぶ。

### 数学
- 初等数学で正方形をあらわす。例:□ABCDはA、B、C、Dの4点を頂点とする正方形である。一般の四角形を表す記号や台形を表す記号もあるが、他に長方形や平行四辺形を表す ▭ や ▱ がよく使われる。
- ダランベール演算子。{\displaystyle \Box =\bigtriangleup -{1 \over c^{2}}{\partial ^{2} \over {\partial t^{2}}}={\partial ^{2} \over \partial x^{2}}+{\partial ^{2} \over \partial y^{2}}+{\partial ^{2} \over \partial z^{2}}-{1 \over c^{2}}{\partial ^{2} \over {\partial t^{2}}}}（{\displaystyle c\,} は波の速度（特に光速）、∆ はラプラシアン）。記法によっては逆符号のこともある。Unicodeでは専用の文字 U+29E0 ⧠ が割り当てられている。
- 様相論理学の必然性演算子。{\displaystyle \Box p\leftrightarrow \neg \Diamond \neg p}。

### タイポグラフィ
- 任意の文字を表すのに使う。
  - 写本などの釈文を作るときに、判読不能の文字を□で示す。判読不能だが文脈によって文字を補った場合にはその文字を□で囲む。字数不明の場合には枡記号〼で示されることがある。
  - 〓（ゲタ）のように、活字やフォントがない場合に表示できない文字があることを示す。例: 「鄧」の字がなかったとして、□小平（文字化けの例）、□小平〔□は{登阝}〕（印刷物の電子化の例）など。俗に豆腐などと呼ばれる。
  - メタ文字。例: □レ - レ点の図示。
  - 伏字。
  - 漢字の偏旁などへの分解を図示する場合に、漢字全体を示す。Unicodeでは専用の文字 U+2FF0 ⿰ 〜 U+2FFB ⿻ が割り当てられている。例: ⿰: 偏と旁。
- 囲み文字。Unicodeでは囲み用四角 U+20DE ⃞ が割り当てられている。
- チェックボックスの枡。Unicodeでは専用の文字 U+2610 ☐ が割り当てられている。
- 1文字を入れる欄。クロスワードパズル、虫食い算、穴埋め問題、字数指定の解答欄などで使用。
- 意味段落の区切り。
- 和字間隔の図示。例: □今日は = 行頭1字空け。
- 平方（面積の単位）を示す。例: ⏍: 平方フィート。
- APL記号の多くの枠に使う。等幅1文字分のスペースを使うため、やや縦長のことが多い。Unicodeでは専用の文字 U+2395 ⎕ 等が割り当てられている。

### その他
- 占星術・天文学で矩（スクエア、クォータイル） - アスペクト（2つの天体の黄経差）が90°。位置天文学も参照。
- 数値制御記号でブロック。
- 製図で正方形。例: □35ミリメートル = 一辺35ミリメートルの正方形。
- 交配図・系図で雄。
- 株式相場で新株落ちや権利落ち。
- フローチャートで補助操作。
- 大相撲における星取表で、不戦勝。ただし新聞やホームページ等に用いられ、日本相撲協会発行の公式星取表には用いられない。

## ■
印刷では「くろしかく」と呼ぶ。
- 箇条書きのビュレット。
- 伏字。
- AV機器の停止ボタン。
- 墓石記号（ハルモス記号）。証明の終わりにQ.E.D.の代わりに使う。通常縦長、まれに中抜きで、Unicodeでは専用の文字 U+220E ∎ が割り当てられている。
- テキストファイルのEnd Of File (EOF)。等幅1文字分のスペースを使うため、やや縦長のことが多い。
- 大相撲における星取表で、不戦敗。ただし不戦勝の□と同じく、新聞やホームページ等に用いられ、日本相撲協会発行の公式星取表には用いられない。

## 四角の文字
- 片仮名の「ロ」（ろ）
- 漢字の「口」（くち）
- ブラーフミー文字の「𑀩」（b(ə)）
- 突厥文字の「𐰿」（ʃ）
- ハングルの「ㅁ」（ミウム）

## 符号位置
| 記号 | Unicode | JIS X 0213 | 文字参照            | 名称                       |
| ---- | ------- | ---------- | ------------------- | -------------------------- |
| ⃞     | U+20DE  | -          | &#x20DE; &#8414;    | COMBINING ENCLOSING SQUARE |
| ∎    | U+220E  | -          | &#x220E; &#8718;    | END OF PROOF               |
| ■    | U+25A0  | 1-2-3      | &#x25A0; &#9632;    | 黒四角 BLACK SQUARE        |
| □    | U+25A1  | 1-2-2      | &#x25A1; &#9633;    | 四角 WHITE SQUARE          |
| ▪    | U+25AA  | -          | &#x25AA; &#9642;    | BLACK SMALL SQUARE         |
| ▫    | U+25AB  | -          | &#x25AB; &#9643;    | WHITE SMALL SQUARE         |
| ▬    | U+25AC  | -          | &#x25AC; &#9644;    | BLACK RECTANGLE            |
| ▭    | U+25AD  | -          | &#x25AD; &#9645;    | WHITE RECTANGLE            |
| ▮    | U+25AE  | -          | &#x25AE; &#9646;    | BLACK VERTICAL RECTANGLE   |
| ▯    | U+25AF  | -          | &#x25AF; &#9647;    | WHITE VERTICAL RECTANGLE   |
| ▰    | U+25B0  | -          | &#x25B0; &#9648;    | BLACK PARALLELOGRAM        |
| ▱    | U+25B1  | 1-6-77     | &#x25B1; &#9649;    | WHITE PARALLELOGRAM        |
| ◻    | U+25FB  | -          | &#x25FB; &#9723;    | WHITE MEDIUM SQUARE        |
| ◼    | U+25FC  | -          | &#x25FC; &#9724;    | BLACK MEDIUM SQUARE        |
| ◽   | U+25FD  | -          | &#x25FD; &#9725;    | WHITE MEDIUM SMALL SQUARE  |
| ◾   | U+25FE  | -          | &#x25FE; &#9726;    | BLACK MEDIUM SMALL SQUARE  |
| ⬛   | U+2B1B  | -          | &#x2B1B; &#11035;   | BLACK LARGE SQUARE         |
| ⬜   | U+2B1C  | -          | &#x2B1C; &#11036;   | WHITE LARGE SQUARE         |
| 🟥   | U+1F7E5 | -          | &#x1F7E5; &#128997; | LARGE RED SQUARE           |
| 🟦   | U+1F7E6 | -          | &#x1F7E6; &#128998; | LARGE BLUE SQUARE          |
| 🟧   | U+1F7E7 | -          | &#x1F7E7; &#128999; | LARGE ORANGE SQUARE        |
| 🟨   | U+1F7E8 | -          | &#x1F7E8; &#129000; | LARGE YELLOW SQUARE        |
| 🟩   | U+1F7E9 | -          | &#x1F7E9; &#129001; | LARGE GREEN SQUARE         |
| 🟪   | U+1F7EA | -          | &#x1F7EA; &#129002; | LARGE PURPLESQUARE         |
| 🟫   | U+1F7EB | -          | &#x1F7EB; &#129003; | LARGE BROWN SQUARE         |